# Tarhan Tower Airlines
Tarhan Tower Airlines – nieistniejąca turecka czarterowa linia lotnicza z siedzibą w Stambule. Głównym węzłem był port lotniczy Stambuł-Atatürk.